# Myzostoma asymmetricum
Myzostoma asymmetricum is een ringworm uit de familie Myzostomatidae.
Myzostoma asymmetricum werd in 1884 voor het eerst wetenschappelijk beschreven door Graff.